# Triebendorf (Heilsbronn)
Triebendorf (fränkisch: Driam-dorf) ist ein Gemeindeteil der Stadt Heilsbronn im Landkreis Ansbach (Mittelfranken, Bayern). Triebendorf liegt in der Gemarkung Weißenbronn.

## Geografie
Das Dorf liegt am Triebenbach, einem linken Zufluss der Aurach. Unmittelbar westlich des Ortes mündet der Steinbach als rechter Zufluss in den Triebenbach. Der Ort ist von den Fluren Häslesfeld (südwestl.), Sandbuck (nördl.), Kohlgrubfeld (nordöstl.) und Sommerbuck (östl.) umgeben. Im Süden liegt das Waldgebiet Breite Büsche und 0,5 km östlich die Kohlgrubhölzer. Die Kreisstraße AN 17 führt nach Weißenbronn (2,7 km nordwestlich) bzw. nach Wollersdorf (1,8 km südöstlich). Eine Gemeindeverbindungsstraße führt nach Kitschendorf (2,5 km östlich).

## Geschichte
Der früheste Beleg, der eindeutig Triebendorf bezeichnet („Dribendorff“), stammt aus dem Jahr 1531. Bei den Belegen von 1316 und 1412 kann nicht geklärt werden, ob damit Triebendorf oder das sich in der Nähe befindliche Markttriebendorf gemeint ist. Das Bestimmungswort des Ortsnamens ist der Personenname Tribo, der als Gründer des Ortes anzunehmen ist. Laut E. Dohms soll der Ort jedoch schon im 13. Jahrhundert bestanden haben. Von 1405 an bis ins frühe 19. Jahrhundert besaß das St.-Klara-Kloster zu Nürnberg die meisten Höfe in Triebendorf. Im Jahre 1529 werden vier Untertansfamilien im Ort angegeben, die der Hauptmannschaft Hergersbach der Reichsstadt Nürnberg unterstanden.
Im 16-Punkte-Bericht des Oberamts Windsbach aus dem Jahr 1608 wurden für Triebendorf fünf Mannschaften verzeichnet: die drei Bauern und zwei Köbler hatten die Reichsstadt Nürnberg als Grundherrn. Außerdem gab es noch ein Gemeindehirtenhaus. Das Hochgericht übte das brandenburg-ansbachische Kasten- und Stadtvogteiamt Windsbach aus. Durch die Pest und den Dreißigjährigen Krieg wurde der Ort schwer geschädigt. Im Jahre 1655 waren Höfe und Äcker noch verödet.
In der Amtsbeschreibung des Pflegamtes Lichtenau aus dem Jahr 1748 wurden für den Ort fünf Untertansfamilien angegeben, die alle der Hauptmannschaft Hergersbach des Pflegamts unterstanden.
Gegen Ende des 18. Jahrhunderts gab es in Triebendorf sechs Anwesen und ein Gemeindehirtenhaus. Das Hochgericht übte das Kasten- und Stadtvogteiamt Windsbach aus, die Dorf- und Gemeindeherrschaft hatte das St.-Klara-Klosteramt der Reichsstadt Nürnberg. Grundherren waren das St.-Klara-Klosteramt (1 Hof, 1 Dreiviertelhof, 2 Halbhöfe, 1 Gut) und der Nürnberger Eigenherr von Muffel (1 Gut). Von 1797 bis 1808 unterstand der Ort dem Justiz- und Kammeramt Windsbach.
Im Rahmen des Gemeindeedikts wurde Triebendorf dem 1808 gebildeten Steuerdistrikt Weißenbronn und der 1810 gegründeten Ruralgemeinde Weißenbronn zugeordnet. Am 1. Mai 1978 wurde diese Gemeinde im Zuge der Gebietsreform in Bayern nach Heilsbronn eingegliedert.

## Einwohnerentwicklung
| Jahr      | 001818 | 001840 | 001861 | 001871 | 001885 | 001900 | 001925 | 001950 | 001961 | 001970 | 001987 | 002007 | 002016 |
| Einwohner | 48     | 57     | 56     | 64     | 68     | 62     | 62     | 102    | 53     | 58     | 52     | 50     | 58     |
| Häuser    | 9      | 9      |        |        | 12     | 11     | 11     | 11     | 12     |        | 15     |        |        |
| Quelle    | [ 18 ] | [ 19 ] | [ 20 ] | [ 21 ] | [ 22 ] | [ 23 ] | [ 24 ] | [ 25 ] | [ 26 ] | [ 27 ] | [ 28 ] |        | [ 1 ]  |

## Religion
Triebendorf ist seit der Reformation evangelisch-lutherisch geprägt und bis heute nach St. Michael (Weißenbronn) gepfarrt. Die Einwohner römisch-katholischer Konfession sind nach Unsere Liebe Frau (Heilsbronn) gepfarrt.